# توبي بوكلاند
توبي بوكلاند (بالإنجليزية: Toby Buckland)‏ هو مقدم تلفزيوني ومؤلف بريطاني، ولد في 1 أكتوبر 1969 في إكزتر في المملكة المتحدة.

## وصلات خارجية
- توبي بوكلاند على موقع IMDb (الإنجليزية)